# Distrito de Koinadugu
El distrito de Koinadugu es uno de los catorce distritos de Sierra Leona y uno de los cuatro de la provincia del Norte. Cubre un área de 4951 km² y albergaba una población de 206 133 personas en 2021. La capital es Kabala.

## División administrativa
El distrito está dividido en 10 municipios (chiefdoms). Su población en 2015 era la siguiente:
- Diang 29 063
- Gbonkobon Kayaka 7728
- Kalian 22 267
- Kamukeh 12 187
- Kasunko KaKellian 10 824
- Nieni 32 356
- Sengbe 24 786
- Tamiso 6244
- Wara Wara Bafodia 22 419
- Wara Wara Yagala 36 145